# Jelena Motalowa
Jelena Motalowa (russisch Елена Моталова, engl. Transkription Yelena Motalova; * 28. Januar 1971) ist eine ehemalige russische Hindernis- und Langstreckenläuferin.
1999 belegte sie bei den Crosslauf-Weltmeisterschaften in Belfast auf der Kurzstrecke den 53. Platz. Im selben Jahr wurde sie Russische Meisterin über 3000 m Hindernis mit der Weltbestzeit (die am 1. Januar 2000 als erster Weltrekord in dieser Disziplin anerkannt wurde) von 9:48,88 min und siegte beim Murtenlauf.

## Persönliche Bestzeiten
- 3000 m: 9:15,23 min, 12. Juli 1999, Rostow am Don
  - Halle: 9:05,74 min, 14. Februar 1998, Moskau
- 5000 m: 15:46,08 min, 31. Juli 1998, Moskau
- 3000 m Hindernis: 9:48,88 min, 31. Juli 1999, Tula